# 日本股関節学会
日本股関節学会（にほんこかんせつがっかい、英語名 Japanese Hip Society )は、股関節学の進歩普及に貢献することを目的に1974年に発足した学会。
事務局を東京都千代田区毎日学術フォーラムに置いている。　

## 事業
- 総会及び学術集会の開催、機関紙の刊行など

## 機関誌
- 『日本股関節学会誌」（HIP JOINT）』 年1回